# Pyrgulopsis bacchus
Pyrgulopsis bacchus är en snäckart som beskrevs av Robert Hershler 1988. Pyrgulopsis bacchus ingår i släktet Pyrgulopsis och familjen tusensnäckor. IUCN kategoriserar arten globalt som sårbar. Inga underarter finns listade i Catalogue of Life.